# سونيا فريدمان
سونيا فريدمان (بالإنجليزية: Sonia Friedman)‏ هي ممثلة بريطانية، ولدت في أبريل 1965.

## وصلات خارجية
- الموقع الرسمي
- سونيا فريدمان على موقع IMDb (الإنجليزية)
- سونيا فريدمان على موقع قاعدة بيانات الفيلم (الإنجليزية)